# وادي نوجال
وادي نوجال (بالصومالية: Waadiga Nugaal)‏ هو وادي طويل وواسع يقع في شمال الصومال. يحد وادي نوجال من الشمال هضبة سورلي، أو هضبة نوجال، ويمتد إلى والجنوب بلدة عيد.

## نبذة عامة
يعد وادي نوجال منطقة رعوية رئيسية تمتد عبر أربع مناطق، نوجال وباري في الصومال . وسول وسناج وتوجدير في صوماليلاند البداوة الرعوية هي طريقة الحياة الأساسية لمعظم الناس الذين يعيشون في الوادي. وتشكل تربية الماعز والإبل أساس الاقتصاد، كما يتم جمع اللبان والمر من الأشجار البرية. تحتوي أحواض المجاري المائية على عدد قليل من الآبار الدائمة، التي يعود إليها السكان البدو في الغالب خلال موسم الجفاف. هطول الأمطار المنخفض وغير المنتظم حوالي 5 بوصات 125 ملم سنويًا وارتفاع ملوحة التربة يحدان من زراعة المحاصيل. يُشار تقليديًا إلى أجزاء وادي نوجال الممتدة من جاروي شرقًا باسم باري نوجاليد أو باري نوجال، في حين تُسمى أجزاء الوادي التي تتلاقى في سهول إياه باسم جدنوجال. ومع ذلك، فإن حدود خطوط العرض لنوغال تشير تقليديًا إلى المنطقة الممتدة من غاروي في الشرق حتى سارار في الغرب.